# Władysław Wiatr (oficer)
Władysław Piotr Wiatr (ur. 30 maja 1893 w Stróżach Niżnych, zm. po marcu 1939) – podpułkownik artylerii Wojska Polskiego, działacz niepodległościowy, kawaler Orderu Virtuti Militari.

## Życiorys
Urodził się 30 maja 1893 w Stróżach Niżnych, w ówczesnym powiecie grybowskim Królestwa Galicji i Lodomerii, w rodzinie Józefa i Florentyny z domu Gołda. W 1914 ukończył naukę w c. k. Gimnazjum II w Nowym Sączu zdanym egzaminem maturalnym.
1 września 1914 wstąpił do 3 pułku piechoty Legionów Polskich. W październiku tego roku został przeniesiony do 3. baterii 1 pułku artylerii. Od 29 września 1915 do 18 lipca 1916 przebywał na froncie w składzie 1. baterii. Wiosną 1917 Komenda pułku wnioskowała o odznaczenie go austriackim Krzyżem Wojskowym Karola.
1 listopada 1918 w Grybowie wstąpił do Wojska Polskiego i został wyznaczony na stanowisko komendanta dworca Stróże. 20 grudnia tego roku na własną prośbę został przeniesiony do 2. baterii 1 pułku artylerii ciężkiej w Krakowie, który później został przemianowany na 3 pułk artylerii ciężkiej. 18 marca 1919 jako podoficer byłych Legionów Polskich został mianowany z dniem 1 marca 1919 podporucznikiem artylerii. Wyróżnił się jako oficer 2. baterii 3 pac w walkach pod miejscowością Oświeja oraz w sierpniu 1920 pod miejscowością Ossowa. W 1921 pełnił służbę w 3 Dywizjonie Artylerii Ciężkiej. W tym samym roku został wcielony do 2 pułku artylerii ciężkiej w Chełmie. 3 maja 1922 został zweryfikowany w stopniu kapitana ze starszeństwem z 1 czerwca 1919 i 407. lokatą w korpusie oficerów artylerii. Później został przeniesiony do kadry oficerów artylerii i przydzielony do Komendy Obozu Ćwiczeń Powursk. 18 lutego 1928 został mianowany majorem ze starszeństwem z 1 stycznia 1928 i 16. lokatą w korpusie oficerów artylerii. W kwietniu tego roku został przeniesiony do 6 pułku artylerii lekkiej w Krakowie na stanowisko dowódcy I dywizjonu. 17 stycznia 1933 został mianowany podpułkownikiem ze starszeństwem z 1 stycznia 1933 i 21. lokatą w korpusie oficerów artylerii. W kwietniu tego roku został przeniesiony do 22 pułku artylerii lekkiej w Przemyślu na stanowisko zastępcy dowódcy pułku. W marcu 1939 pełnił służbę na stanowisku rejonowego inspektora koni Krzemieniec.
Był żonaty, miał córkę Marię (ur. 20 lipca 1921) i syna Zbigniewa Klemensa Marię (ur. 22 października 1927).

## Ordery i odznaczenia
- Krzyż Srebrny Orderu Wojskowego Virtuti Militari nr 4904[1][3][22]
- Krzyż Niepodległości – 6 czerwca 1931 „za pracę w dziele odzyskania niepodległości”[23][4][24]
- Krzyż Kawalerski Orderu Odrodzenia Polski – 11 listopada 1936 „za zasługi w służbie wojskowej”[25][26]
- Krzyż Walecznych po raz drugi, trzeci i czwarty – 26 lipca 1921[27][28][29]
- Krzyż Walecznych po raz pierwszy – 4 stycznia 1921[27]
- Złoty Krzyż Zasługi – 10 listopada 1928[30][31]
- Medal Pamiątkowy za Wojnę 1918–1921[32]
- Medal Dziesięciolecia Odzyskanej Niepodległości[32]
- Srebrny Medal Waleczności I klasy[5]